# Peter Short
Pas d'image ? Cliquez ici

a Compétitions nationales et continentales officielles uniquement.

b Matchs officiels uniquement.
Dernière mise à jour le 26 novembre 2024.
Peter Short, né le 20 juin 1979 à Liverpool, est un joueur de rugby à XV anglais évoluant au poste de deuxième ligne ou troisième ligne aile.

## Carrière
Après avoir joué pour les Leicester Tigers entre 1999 et 2003, puis le RC Narbonne entre 2003 et 2005, Peter Short rejoint le club de Bath Rugby en 2005. Il rejoint les Exeter Chiefs en 2011. Il est contraint de prendre sa retraite de joueur en avril 2012, à la suite d'une fracture à la jambe.

## Palmarès
- Vainqueur du Championnat d'Angleterre en 2000, 2001 et 2002
- Vainqueur de la Coupe d'Europe en 2001 et en 2002
- Vainqueur du Challenge européen en 2008
- Vainqueur du Trophée des Champions en 2002